# Bertogne
Bertogne är en kommun i Belgien, belägen i provinsen Luxembourg och arrondissementet Bastogne.
Detta är i sydöstra delen av landet omkring 140 km från huvudstaden Bryssel.